# Umberto D.
Umberto D. ist ein Filmdrama des italienischen Neorealismus von Vittorio De Sica aus dem Jahr 1952.
Im Jahr 2008 wurde der Spielfilm auf die offizielle, vom italienischen Kulturministerium gebilligte Liste „100 erhaltenswerte italienische Filme“ aufgenommen. Die 100 ausgewählten Filme entstanden zwischen 1942 und 1978 und haben das kollektive Gedächtnis Italiens maßgeblich geprägt.

## Handlung
Italien nach dem Ende des Zweiten Weltkriegs. Der einsame Pensionär Umberto Domenico Ferrari lebt mit seinem Hund Flike, einem Beagle, in einer heruntergekommenen Mietwohnung. Da er von seiner niedrigen Rente die Miete nicht bezahlen kann, droht die kaltherzige Hauswirtin Antonia, ihn vor die Tür zu setzen.
Der einzige Mensch, dem er sich anvertrauen kann, ist seine Nachbarin, das junge Hausmädchen Maria, das von einem Soldaten schwanger ist (sie weiß aber nicht, von welchem). Um seiner Not zu entfliehen, lässt sich Umberto unter falschem Vorwand ins Krankenhaus einliefern. Als er wieder nach Hause kommt, ist seine Wohnung besetzt und Flike verschwunden. Umberto findet ihn schließlich in einem Tierheim.
Er benötigt dringend Geld. Seine Scham und sein Ehrgefühl hindern ihn jedoch daran, auf der Straße zu betteln. Völlig verzweifelt fasst Umberto den Entschluss, sich umzubringen.
Als er für seinen Hund keine Bleibe finden kann, setzt er ihn im Park aus, doch Flike findet seinen Besitzer wieder. Umberto sieht ein, dass er es nicht übers Herz bringt, seinen besten Freund zu verlassen, und beschließt, ihn mit in den Tod zu nehmen.
Er geht zu den Eisenbahngleisen, um sich dort vor einen Zug zu werfen. Im letzten Moment kann Flike sich seinem Griff entreißen und läuft davon. Umberto folgt ihm, doch der Hund will zunächst nichts mehr von seinem Herrchen wissen. Schließlich kommt es doch noch zu einer Versöhnung und man sieht, wie Umberto und Flike überglücklich und ausgelassen im Park spielen. Ihre Zukunft bleibt offen – im Grunde aber weiß der Zuschauer: Umberto D. hat keine Zukunft.

## Hintergrund
Der Film zählt zum Italienischen Neorealismus und gilt als einer der letzten Vertreter dieser Epoche. Er zeigt die Situation in Italien kurz nach dem Ende des Zweiten Weltkriegs. Das Geld ist knapp und die Inflationsrate hoch. Umberto D. beginnt mit einem Aufmarsch zahlreicher Pensionäre, die für eine höhere Rente demonstrieren.
Im Folgenden wird das Elend der Nachkriegsjahre anhand des Einzelschicksals von Umberto D. Ferrari erzählt, der in sozialer Isolation und Entfremdung lebt. In mehreren Episoden zeigt der Film seinen tristen Alltag. Wir sehen ihn beim Mittagessen in einer Suppenküche, beim Versuch, seine Uhr zu verkaufen, und beim Gespräch mit alten Bekannten, die ihm nicht helfen können oder wollen. Detailliert werden seine bescheidenen Lebensumstände gezeigt. Seine Wohnung ist kärglich möbliert, die Tapete von den Wänden gerissen. Wenn er aus dem Haus ist, stellt die Vermieterin sein Zimmer einem befreundeten Liebespaar zur Verfügung. Trotz aller Rückschläge und Niederlagen behält Umberto jedoch stets seine Würde und seine zurückhaltende Freundlichkeit. Wie die aufgesetzte Herzlichkeit der Vermieterin im Bruchteil einer Sekunde in grausame Kälte gegenüber Umberto D. umschlägt, ist demaskierend und eine Anklage gegen den Egoismus und die Gefühlskälte der Bourgeoisie. Wie exemplarisch Umberto D. freilich für einen bestimmten Menschentypus der damaligen Zeit war, ist schwer zu sagen. Umberto D. hat keine familiären und freundschaftlichen Beziehungen außer zu seinem Hund und dem Hausmädchen Maria; er ist so gefangen im Korsett seiner Würde, dass er sich nicht helfen kann; er ist gebrochen und schwach.
Vittorio De Sica drehte ausschließlich an Originalschauplätzen und ohne künstliches Licht. Die meisten Rollen besetzte er mit Laiendarstellern, die über keinerlei schauspielerische Erfahrung verfügten (eine Ausnahme bildete Lina Gennari). Für seinen Protagonisten Carlo Battisti, der eigentlich ein bedeutender Linguist war, blieb es der einzige Film.
Aufgrund seiner unterschwellig regierungskritischen Botschaft bezeichnete die italienische Regierung den Film 1952 als „anti-national“ und versuchte, ihn zu zensieren. Bei seiner Erstveröffentlichung war Umberto D. ein kommerzieller Misserfolg, worin manche eine Ursache für den Niedergang des Neorealismus sehen. Heute gilt der Film als ein Klassiker des italienischen Kinos und Vittorio De Sicas bester Film. 1999 wurde er aufwendig restauriert und in einigen Kinos zur Wiederaufführung gebracht.
De Sica widmete Umberto D. seinem Vater.

## Kritik
- „Die Tragödie eines verarmten und einsamen alten Mannes, der glaubt, in der Anonymität und Gleichgültigkeit der Großstadtgesellschaft nicht weiterleben zu können. (…) Der realistische, unsentimentale Film verbindet scharfe Gesellschaftskritik mit einer erschütternden, Einsichten mobilisierenden Anklage des modernen Menschen.“ Lexikon des internationalen Films[3]

## Auszeichnungen
- 1952: Nominierung für den Großen Preis der Jury der Internationalen Filmfestspiele von Cannes
- 1955: Bodil-Award (Dänemark) für Vittorio De Sica für den Besten europäischen Film
- 1955: New York Film Critics Circle Award als Bester fremdsprachiger Film
- 1957: Jussi-Preis (Finnland) für Vittorio De Sica als Bester fremdsprachiger Regisseur
- 1957: Oscar-Nominierung für Cesare Zavattini in der Kategorie Beste Originalgeschichte